# Мандя Павло Якович
Мандя Павло́ Я́кович  (нар. 21 вересня 1927 р., с. Великий Байрак, Миргородський район, Полтавська область — український спортсмен-гирьовик, заслужений тренер України.

## З життєпису
Учасник Другої світової війни, сапер, розміновував звільнені від нацистів території. Служив на Чукотці, в лавах РА провів 7 років. Закінчив Київський інститут фізичної культури.
Мандя Павло Якович — нащадок козацько роду із Запорозьких козаків.

## Серед досягнень як тренера
- 1974 року в Чемпіонаті СРСР у легкій категорії золото здобув його вихованець Сировський Олександр
- 1999 року Буланий Михайло став майстром спорту — згодом чотириразовий чемпіон світу, заслужений майстер спорту України
- 2004 року чемпіоном серед юніорів став Химченко Юрій
- 2011 року чемпіонат з гирьового спорту виграв Коломієць Олег, загалом 37 його вихованців здобули нагороди.